# ドイツ・シャルプラッテン
VEBドイツ・シャルプラッテン・ベルリン（ドイツ語: VEB Deutsche Schallplatten Berlin、直訳すると「人民公社ドイツ・レコード・ベルリン」）は1947年2月3日に設立された、ドイツ民主共和国（東ドイツ）のレコードレーベル。

## 概要
1946年から1989年まで、ドイツ・シャルプラッテン・ベルリンは、ドイツ民主共和国（東ドイツ）唯一の国営音楽出版社、レコード製造業者であった。
クルト・マズア指揮によるライプツィヒ・ゲヴァントハウス管弦楽団や、ヘルベルト・ブロムシュテット指揮によるシュターツカペレ・ドレスデン、オトマール・スウィトナー指揮によるシュターツカペレ・ベルリンやシュターツカペレ・ドレスデンなど、当時の東ドイツが誇る数々のオーケストラのレコードを発売していた。
なお、正式な社名はVEB Deutsche Schallplattenであるが、VEBとは東ドイツの「人民所有企業(Volkseigener Betrieb)」という普通名詞であり、社会主義国である同国の多くの国有企業に使われていたが、日本ではこれを固有名詞と誤解し、「東独VEB」という誤った略称が使われていた事もあった。

## 歴史
- 1946年8月12日 - 東ベルリンの歌手で俳優のエルンスト・ブッシュは、音楽出版社を設立することについて、ドイツ占領ソ連軍の認可を受けた。
- 1947年2月3日 - エルンスト・ブッシュはLied Der Zeitを設立し、アミーガ、エテルナ、リート・デア・ザイトの3つのレーベルを作った。
- 1953年4月1日 - 東ドイツの個人所有の有限会社はすべて、VEB（Volkseigener Betrieb）つまり国営企業に変わらなければならなくなった。
- 1955年3月18日 - VEB Lied Der Zeitは、VEB Deutsche Schallplatten Berlinと改称した。
- 1990年 - Deutsche Schallplatten GmbH Berlinとなった。
- 1991年 - 多くの製造に関する著作権、いくつかの商標はソニー・ミュージックエンタテインメント (米国)とEdel musicに売却された。

## レーベル
ジャンルごとに6つのレーベルが作られた。
- Amiga（アミーガ） - ポップ、ロック
- Eterna（エテルナ） - クラシック音楽（セミ・クラシックやガーシュウィン作品なども一部含まれる）、オペラ、オペレッタ
- Litera（リテーラ） - ラジオドラマ、ポエトリーリーディング
- Nova（ノヴァ） - 現代音楽
- Aurora（オーロラ） - エルンスト・ブッシュのワーカーソング
- Schola（スコラ） - 教育

クラシックレーベルであったエテルナは、1991年以降ベルリンクラシックスとして Edel musicから発売されている。また、日本では、ドイツ・シャルプラッテンの音源は徳間ジャパンコミュニケーションズ、キングレコードから発売されている。2013年からは、キングレコードが192kHz 24bitでのデジタルリマスター配信を行っており、e-onkyo music storeで購入できる。
1960年代よりデンオン、CBSソニー、Teldec、EMI、Philips、ドイツ・グラモフォン (DGG) などの西側のレコード会社とも積極的に共同制作をおこなっていた。

## スタジオ
ドイツ・シャルプラッテン・ベルリンは、東ベルリンを中心に、ライプツィヒ、ドレスデンの教会内を録音スタジオとして使用していた。
東ベルリンのオーバシェーネヴァイデのキリスト教会では、シュターツカペレ・ベルリンの録音が数多くおこなわれ、ドレスデンのルーカス教会では、数多くのシュターツカペレ・ドレスデンの録音がおこなわれた。
- Studio Reichstagufer（ベルリン）
- Studio Brunnenstraße（ベルリン）
- Studio Christuskirche, Berlin-Oberschöneweide（ベルリン、イエス・キリスト教会）
- ルーカス教会 (ドレスデン)
- Studio Paul-Gerhardt-Kirche（ライプツィヒ）

## 主なアーティスト
- ヘルマン・アーベントロート
- フランツ・コンヴィチュニー
- クルト・マズア
- オトマール・スウィトナー
- ヘルベルト・ケーゲル
- ハインツ・レーグナー
- ヘルベルト・ブロムシュテット
- ヘルムート・コッホ
- マルティン・フレーミヒ
- ペーター・シュライアー
- アンネローゼ・シュミット
- ハインツ・ボンガルツ
- ロベルト・ハネル（ドイツ語版）

## リンク
- Lied der Zeit Diskographie des VEB Deutsche Schallplatten Berlin (wird laufend vervollständigt)
- edel music Berlin Classics (BC)